# وزنه‌برداری در المپیک تابستانی ۲۰۱۲ – ۱۰۵ کیلوگرم مردان
رقابت‌های وزنه‌برداری ۱۰۵ کیلوگرم مردان در بازی‌های المپیک تابستانی ۲۰۱۲ در لندن، بریتانیادر ورزشگاه اکس‌سل در تاریخ ۶ اوت ۲۰۱۲ برگزار شد.مسابقات وزنه‌برداری بین ۲۷ ژوئیه و ۷ اوت برگزار می‌شود.
| وزنه‌برداری در بازی‌های المپیک تابستانی ۲۰۱۲ | وزنه‌برداری در بازی‌های المپیک تابستانی ۲۰۱۲ | وزنه‌برداری در بازی‌های المپیک تابستانی ۲۰۱۲ | وزنه‌برداری در بازی‌های المپیک تابستانی ۲۰۱۲ | وزنه‌برداری در بازی‌های المپیک تابستانی ۲۰۱۲ | وزنه‌برداری در بازی‌های المپیک تابستانی ۲۰۱۲ |
| ------------------------------------------ | ------------------------------------------ | ------------------------------------------ | ------------------------------------------ | ------------------------------------------ | ------------------------------------------ |
| مردان                                      | مردان                                      | مردان                                      | زنان                                       | زنان                                       | زنان                                       |
|                                            | ۵۶ ک‌گ                                      |                                            |                                            | ۴۸ ک‌گ                                      |                                            |
|                                            | ۶۲ ک‌گ                                      |                                            |                                            | ۵۳ ک‌گ                                      |                                            |
|                                            | ۶۹ ک‌گ                                      |                                            |                                            | ۵۸ ک‌گ                                      |                                            |
|                                            | ۷۷ ک‌گ                                      |                                            |                                            | ۶۳ ک‌گ                                      |                                            |
|                                            | ۸۵ ک‌گ                                      |                                            |                                            | ۶۹ ک‌گ                                      |                                            |
|                                            | ۹۴ ک‌گ                                      |                                            |                                            | ۷۵ ک‌گ                                      |                                            |
|                                            | ۱۰۵ ک‌گ                                     |                                            |                                            | +۷۵ ک‌گ                                     |                                            |
|                                            | +۱۰۵ ک‌گ                                    |                                            |                                            |                                            |                                            |

## زمان‌بندی
زمان‌ها بر اساس ساعت تابستانی بریتانیا (یوتی‌سی ۱:۰۰+) می‌باشد.
| تاریخ      | زمان  | مسابقه |
| ---------- | ----- | ------ |
| ۶ اوت ۲۰۱۲ | ۱۵:۳۰ | گروه B |
| ۶ اوت ۲۰۱۲ | ۱۹:۰۰ | گروه A |

## رکوردها
رکوردهای پیشین المپیک و جهانی
| رکوردهای جهانی  | یک‌ضرب  | اندری آرمانو (BLR)  | ۲۰۰ کیلوگرم | پکن، چین       | ۱۸ اوت ۲۰۰۸    |
| رکوردهای جهانی  | دوضرب  | داوید بژانیان (RUS) | ۲۳۸ کیلوگرم | بلگورود، روسیه | ۱۷ دسامبر ۲۰۱۱ |
| رکوردهای جهانی  | مجموع  | اندری آرمانو (BLR)  | ۴۳۶ کیلوگرم | پکن، چین       | ۱۸ اوت ۲۰۰۸    |
| رکوردهای المپیک | Snatch | اندری آرمانو (BLR)  | ۲۰۰ کیلوگرم | پکن، چین       | ۱۸ اوت ۲۰۰۸    |
| رکوردهای المپیک | دوضرب  | اندری آرمانو (BLR)  | ۲۳۶ کیلوگرم | پکن، چین       | ۱۸ اوت ۲۰۰۸    |
| رکوردهای المپیک | مجموع  | اندری آرمانو (BLR)  | ۴۳۶ کیلوگرم | پکن، چین       | ۱۸ اوت ۲۰۰۸    |

## نتایج
۱۷ ورزشکار در این رقابت‌ها شرکت کردند.

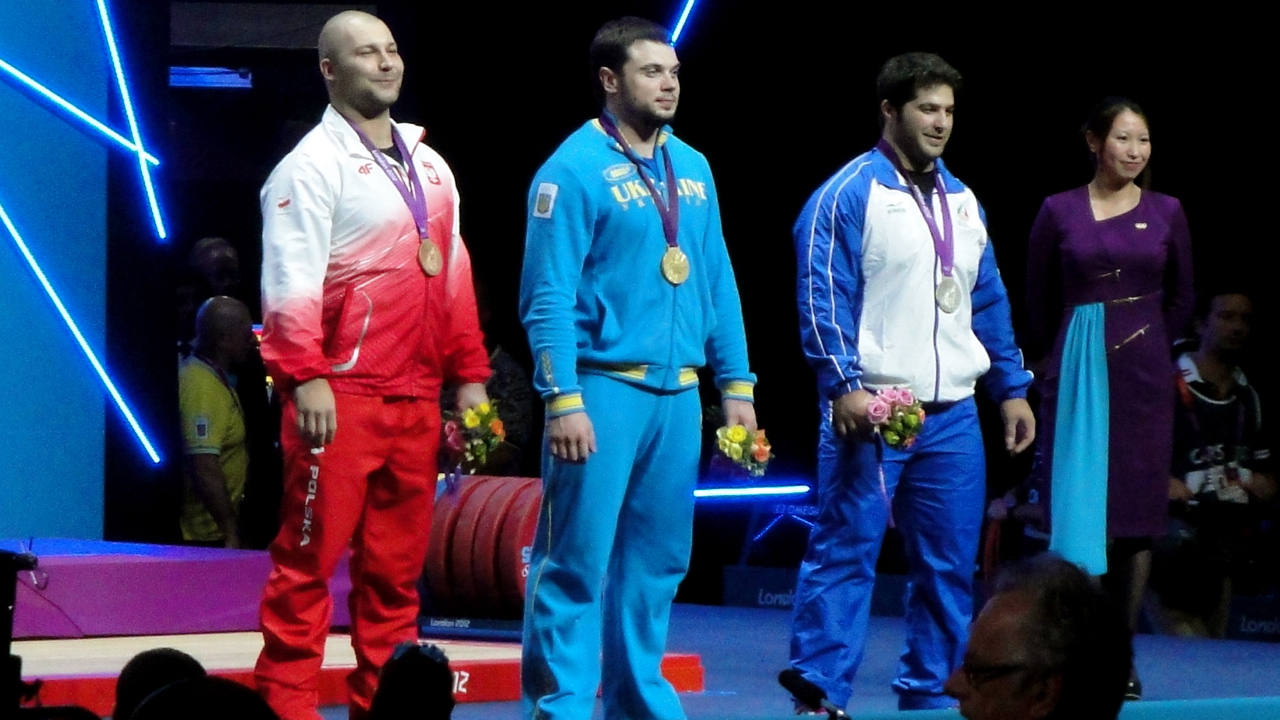
بارتلومیه‌یی بونک (POL, برنز ← نقره), اولکسی توروختی (UKR, طلا), نواب نصیرشلال (IRI, نقره←طلا)

| رتبه | ورزشکار                 | گروه | وزن    | یک‌ضرب (کیلوگرم) | یک‌ضرب (کیلوگرم) | یک‌ضرب (کیلوگرم) | یک‌ضرب (کیلوگرم) | دوضرب (کیلوگرم) | دوضرب (کیلوگرم) | دوضرب (کیلوگرم) | دوضرب (کیلوگرم) | مجموع |
| رتبه | ورزشکار                 | گروه | وزن    | ۱               | ۲               | ۳               | نتیجه           | ۱               | ۲               | ۳               | نتیجه           | مجموع |
| ---- | ----------------------- | ---- | ------ | --------------- | --------------- | --------------- | --------------- | --------------- | --------------- | --------------- | --------------- | ----- |
| 1    | نواب نصیرشلال (IRI)     | ۱۸۴A | ۱۰۴٫۴۱ | ۱۸۳             | ۱۸۳             | ۱۸۴             | ۱۸۵             | ۲۲۲             | ۲۲۷             | ۲۲۹             | ۲۲۷             | ۴۱۱   |
| 2    | بارتلومیه‌ای بونک (POL)  | A    | ۱۰۴٫۰۱ | ۱۸۵             | ۱۸۸             | ۱۹۰             | ۱۹۰             | ۲۱۹             | ۲۲۰             | ۲۲۵             | ۲۲۰             | ۴۱۰   |
| ۳    | ایوان افرموف (UZB)      | A    | ۱۰۴٫۹۸ | ۱۷۲             | ۱۸۰             | ۱۸۴             | ۱۸۰             | ۲۱۵             | ۲۱۸             | ۲۲۵             | ۲۱۸             | ۳۹۸   |
| ۴    | Ahed Joughili (SYR)     | A    | ۱۰۴٫۹۸ | ۱۷۲             | ۱۸۰             | ۱۸۴             | ۱۸۰             | ۲۱۵             | ۲۱۸             | ۲۲۵             | ۲۱۸             | ۳۹۸   |
| ۵    | آرتورس پلسنیکس (LAT)    | B    | ۱۰۳٫۶۹ | ۱۶۷             | ۱۷۱             | ۱۷۵             | ۱۷۵             | ۲۰۸             | ۲۱۵             | ۲۲۵             | ۲۱۵             | ۳۹۰   |
| ۶    | Jorge Arroyo (ECU)      | B    | ۱۰۳٫۹۶ | ۱۷۵             | ۱۸۰             | ۱۸۵             | ۱۸۵             | ۲۰۰             | ۲۰۰             | ۲۰۸             | ۲۰۰             | ۳۸۵   |
| ۷    | Jürgen Spieß (GER)      | B    | ۱۰۴٫۴۵ | ۱۶۷             | ۱۷۲             | ۱۷۵             | ۱۷۲             | ۱۹۷             | ۲۰۲             | ۲۱۴             | ۲۰۲             |       |
| ۸    | Sergiy Tagirov (UKR)    | B    | ۱۰۴٫۷۲ | ۱۶۶             | ۱۷۱             | ۱۷۴             | ۱۷۴             | ۲۰۰             | ۲۰۷             | ۲۰۸             | ۲۰۰             | ۳۷۴   |
| ۹    | Martin Tešovič (SVK)    | B    | ۱۰۴٫۱۹ | ۱۶۲             | ۱۶۷             | ۱۷۰             | ۱۶۷             | ۱۹۰             | ۱۹۶             | ۱۹۶             | ۱۹۶             | ۳۶۳   |
| ۱۰   | الکساندر زایچیکوف (KAZ) | B    | ۹۷٫۷۴  | ۱۵۵             | ۱۶۵             | ۱۶۵             | ۱۵۵             | ۱۹۵             | ۲۰۱             | ۲۰۵             | ۲۰۵             | ۳۶۰   |
| ۱۱   | Jorge García (CHI)      | B    | ۱۰۴٫۴۱ | ۱۵۰             | ۱۵۰             | ۱۶۱             | ۱۵۰             | ۱۹۱             | ۱۹۱             | ۱۹۱             | ۱۹۱             | ۳۴۱   |
| ۱۲   | Walid Bidani (ALG)      | B    | ۱۰۱٫۴۵ | ۱۶۰             | ۱۶۰             | ۱۶۵             | ۱۶۰             | ۱۸۰             | ۱۸۰             | ۱۸۰             | ۱۸۰             | ۳۴۰   |
| –    | Gia Machavariani (GEO)  | A    | ۱۰۳٫۸۶ | ۱۸۵             | ۱۸۵             | ۱۸۵             | ۱۸۵             | ۲۲۰             | ۲۲۰             | ۲۲۵             | —               | DNF   |
| –    | Kim Hwa-Seung (KOR)     | A    | ۱۰۴٫۵۵ | ۱۷۸             | ۱۷۸             | ۱۷۸             | —               | —               | —               | —               | —               | DNF   |
| –    | مارسین دولگا (POL)      | A    | ۱۰۴٫۰۱ | ۱۹۰             | ۱۹۰             | ۱۹۰             | —               | —               | —               | —               | —               | DNF   |
| –    | اولکسی توروختی (UKR)    | A    | —      | —               | —>              | —>              | —               | —               | —               | —               | —               | DSQ   |